# 大崎市立高倉小学校
大崎市立高倉小学校（おおさきしりつ たかくらしょうがっこう）は、宮城県大崎市にあった公立小学校。

## 学校教育目標
豊かに 心躍らせ 心響かせ 心触れ合う 児童の育成

## 沿革
- 1873年（明治6年） - 開校
- 1941年（昭和16年）4月 - 高倉国民学校に改称
- 1947年（昭和22年）4月 - 新学制公布により高倉村立高倉小学校に改称
- 1950年（昭和25年）5月 - 市町合併により古川市立高倉小学校に改称
- 2006年（平成18年）3月 - 市町合併により大崎市立高倉小学校に改称
- 2023年（令和5年）3月31日 - 古川西中学校、志田小学校、東大崎小学校、西古川小学校と統合して、新設の義務教育学校の大崎市立古川西小中学校が開校するため、閉校。

## 通学区域
- 矢目，北引田，南引田，堀込，猪狩，堤根，中沢，古川新田，柳原，北谷地[3]

## 卒業後の進路
- 大崎市立古川西中学校[3]